# Detektywi w służbie miłości
Detektywi w służbie miłości (ang. Problem at Pollensa Bay and Other Stories) – zbiór ośmiu opowiadań autorstwa Agathy Christie wydanych w formie książkowej w 1991 roku, już po śmierci autorki.
Zbiór zawiera sześć opowiadań detektywistycznych, po dwa z udziałem Herkulesa Poirota, Harleya Quina oraz Parkera Pyne'a, a także dwa opowiadania natury obyczajowej. Opowiadania nie są ze sobą w żaden sposób powiązane. Ich motywem wspólnym jest miłość.

## Lista utworów
- Kłopoty nad zatoką Pollensa (opublikowane w 1935 roku, w opowiadaniu występuje Parker Pyne)
- Drugi gong (1932, Herkules Poirot)
- Żółty irys (1937, Herkules Poirot)
- Serwis do herbaty „Arlekin” (1971, Harley Quin)
- Gwiazda Zaranna (1939, Parker Pyne)
- Detektywi w służbie miłości (1926, Harley Quin)
- Najukochańszy pies (1929)
- Kwiat magnolii (1926)

## Zarys fabuły

### Kłopoty nad zatoką Pollensa
Kłopoty nad zatoką Pollensa (ang. Problem at Pollensa Bay) to opowiadanie, w którym pojawia się Parker Pyne. Akcja opowiadania rozgrywa się na Majorce. Detektyw pomaga parze młodych ludzi w zdobyciu dla ich związku akceptacji matki narzeczonego.

### Drugi gong
Drugi gong (ang. The Second Gong) to opowiadanie, w którym pojawia się Herkules Poirot. Detektyw przyjeżdża na kolację do posiadłości Huberta Lytchama Roche'a i zastaje go martwego. Wydaje się, że popełnił samobójstwo, jednak Poirota niepokoi nietypowa poza w której znaleziono denata.

### Żółty irys
Żółty irys (ang. Yellow Iris) to opowiadanie, w którym pojawia się Herkules Poirot. Do detektywa dzwoni przerażona kobieta i prosi go o pomoc. Poirot staje się uczestnikiem niezwykłej kolacji wydanej przez Bartona Russella z okazji czwartej rocznicy tragicznej śmierci jego żony. Russell twierdzi, że jeden z jej uczestników zabił jego żonę i zamierza odkryć prawdę.

### Serwis do herbaty „Arlekin”
Serwis do herbaty „Arlekin” (ang. The Harlequin Tea Set) to opowiadanie, w którym pojawia się Harley Quin. Jadąc w odwiedziny do przyjaciela panu Satterthwaite'owi psuje się samochód. W czasie oczekiwania na naprawę usterki spotyka swego przyjaciela Harleya Quina. Dzięki rozmowie z przyjacielem Satterthwaite może zapobiec morderstwu.

### Gwiazda Zaranna
Gwiazda Zaranna (ang. The Regatta Mystery) to opowiadanie, w którym pojawia się Parker Pyne. Podczas kolacji Ewa Leathern zakłada się z Isaakiem Pointzem, że potrafi ukraść jego cenny diament. Po udanym przedstawieniu okazuje się, że diament zaginął naprawdę. Parker Pyne musi odkryć kto był prawdziwym złodziejem.

### Detektywi w służbie miłości
Detektywi w służbie miłości (ang. The Love Detectives)  to opowiadanie, w którym pojawia się Harley Quin. Pan Satterthwaite jadąc z naczelnikiem policji na miejsce morderstwa spotyka Quina. Proponuje mu, żeby im towarzyszył. Na miejscu zdarzenia do morderstwa przyznają się dwie osoby. Jednak każda z nich twierdzi, że dokonała zamachu w inny sposób. Harley Quin pomaga rozwiązać zagadkę i uratować niewinnego człowieka od śmierci.

### Najukochańszy pies
Najukochańszy pies (ang. Next To A Dog) Młoda dziewczyna w ciężkiej sytuacji materialnej stara się o pracę guwernantki. Niestety nie może na stałe zamieszkać ze swoimi podopiecznymi, ponieważ ma psa, którego bardzo kocha i nie ma komu powierzyć. Postanawia wbrew sobie poślubić bogatego człowieka by zapewnić byt sobie i psu.

### Kwiat magnolii
Kwiat magnolii (ang. Magnolia Blossom) Theodora Darrell postanawia opuścić męża dla niedawno poznanego mężczyzny – Vincenta Eastona. W połowie drogi za granicę spostrzega w gazecie artykuł o bankructwie firmy męża. Postanawia wrócić do domu ku niezadowoleniu towarzysza. Niebawem okazuje się, że jej mąż jest oszustem, a Vincent ma dokumenty mogące mu zagrozić.